# Educa Sallent

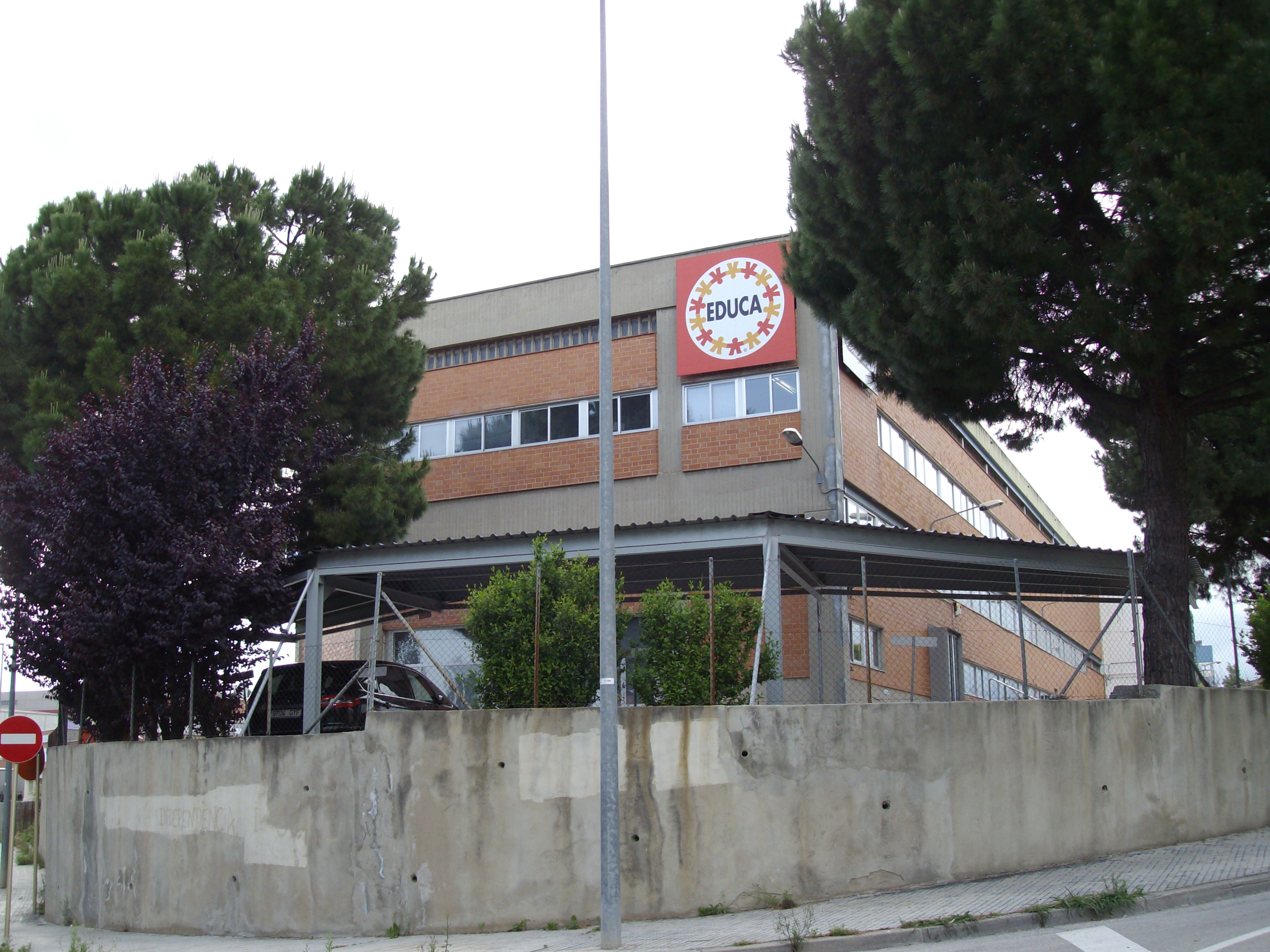
Fábrica Educa.

Educa Sallent, S.A., simplemente conocida como Educa, fue una empresa española especializada en juegos educativos, resultante de la fusión de Educa, S.A. y de Sallent Hermanos, S.A. Cuando fue comprada por Borrás Plana en 2001 ambas empresas (Educa Sallent y Borrás Plana) pasaron a formar el grupo Educa Borrás.

## Historia
La empresa Educa fue fundada en 1967 en Sabadell (Barcelona). En algún momento de su historia fue comprada por Sallent Hermanos, S.A., resultando en la fusión de ambas: Educa Sallent. Tras la fusión los juegos y juguetes comercializados por ambas compañías conservaron la marca y el logotipo de Educa. En 2001 Educa Sallent fue a su vez comprada por Borrás Plana, formando parte de este modo de una fusión de empresas aún mayor: Educa Borrás. Borrás Plana tenía su sede en Mataró (también en la provincia de Barcelona) pero abandonó su sede para instalarse en la sede de Educa Sallent, en Sant Quirze del Vallès.

## Juegos publicados
Estos son algunos de los juegos que fueron comercializados por Educa Sallent, antes de su fusión con Borrás Plana:
- El lince, uno de los más antiguos juegos de Educa, creado a finales de los años 60.
- El caballo de Troya[4] (1988), un juego de guerra sencillo en el que dos jugadores representan la guerra de Troya
- Viaje por España[5] (1988), un juego educativo para aprender la geografía española
- Viaje por Europa[6] (1994), la adaptación a la geografía europea del juego anteriormente citado